# 초중전차

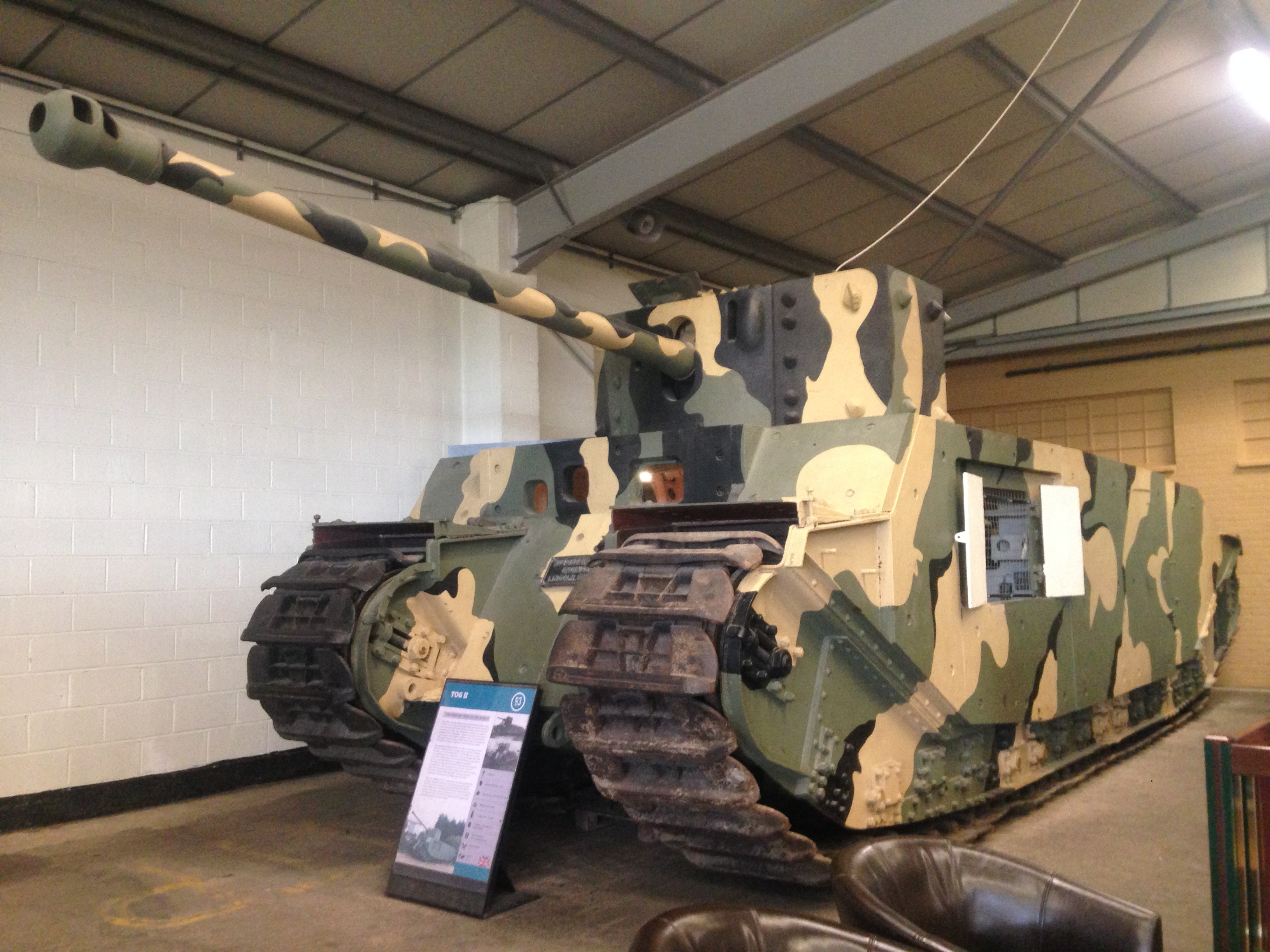
초중전차 중 하나인 TOG2 초중전차의 모습.

초중전차(超重戰車)는 전차의 중량이 약 75톤 이상 정도의 전차를 일컫는다.

## 초중전차 목록
미국
- T28 초중전차 - 자주포, 86톤, 승무원 5명 탑승해 테스트함

영국
- TOG1 전차 - 80톤, 1개의 시제품
- TOG2 중전차 - 80톤, 1개의 시제품
- 토터스 중돌격전차 - 자주포, 78톤, 6명의 승무원이 탑승해 테스트함
- 플라잉 엘리펀트 - 100톤, 계획만 했음

프랑스
- 2C 전차 - 69톤, 1920년 10대 생산
- FCM F1 - 139톤, 계획만 했음

독일
- K바겐 - 120톤, 1918년 2대 제작
- 7호 전차 뢰베 - 76–90톤, 마우스의 생산으로 프로젝트 해지
- 마우스 초중전차 - 188톤, 2개의 시제품, 1개 완성, 1개의 차체 완성
- E-100 전차 - 140톤, 1개의 차체 완성
- 란트크로이처 P-1000 라테 - 1000톤, 계획만 했음
- 란트크로이처 P-1500 몬스터 - 1500톤, 계획만 했음

소련
- Tank Grote (TG-5 or T-42 - 100톤, 107 주포와 4개의 부포, 계획만 했음 - 1931—Zaloga 1984:85)
- T-39 - 무게는 90톤 장갑은 90mm 떡장갑이다. 버전1, 버전2가 존재한다.
- KV-5 - 계획만 한 초중전차
- KV-6

일본
- 실험용 O-I 초중전차 - 130톤, 1944년에 1개의 시제품만 생산되었다고 함
- 실험용 O-I 초중전차 - O-1 초중전차의 수정형, 4개의 부포

## 같이 보기
- 경전차
- 중형전차
- 중전차